# جشنواره فیلم کن ۱۹۸۶
سی و نهمین دوره جشنواره فیلم کن بین روزی های ۸ - ۱۹ می برگزار شد که رولند جافه, برنده نخل طلا برای فیلم ماموریت میشود. مارتین اسکورسیزی که قبلاً برنده نخل طلا شده بود این بار بهترین کاگردانی جشنواره کن را برای پس از ساعات اداری تصاحب کرد.

## هیئت داوران

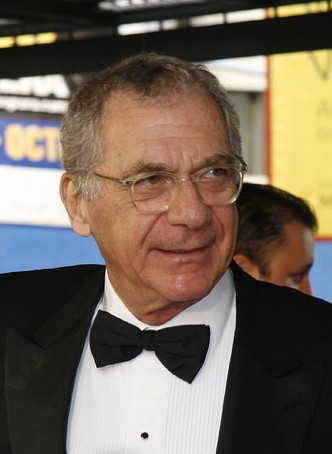
سیدنی پولاک, رئیس هیئت داوران

- سیدنی پولاک
- Alexandre Mnouchkine
- Alexandre Trauner
- شارل آزناوور
- دانیل تامپسون
- ایشتوان سابو
- لینو بروکا
- فیلیپ فرانسه
- سونیا براگا
- تونینو دلی کلی

## مسابقه
فیلم‌های زیر برای بخش مسابقه انتخاب شده‌اند:
- پس از ساعات اداری - مارتین اسکورسیزی
- Boris Godunov - سرگئی باندارچوک
- رزا لوکزامبورگ - مارگارته فون تروتا
- مغلوب قانون - جیم جارموش
- Eu Sei Que Vou Te Amar - Arnaldo Jabor
- Fool for Love - رابرت آلتمن
- Genesis - مرینال سن
- I Love You - مارکو فرری
- La dernière image - محمد الاخضر حمینه
- صحنه جرم - آندره تشینه
- Max, Mon Amour - ناگیسا اوشیما
- ماموریت - رولند جافه
- مونا لیزا (فیلم) - نیل جوردن
- قربانی (فیلم ۱۹۸۶) - آندری تارکوفسکی
- اتللو (فیلم ۱۹۸۶) - فرانکو زفیرلی
- Pobre mariposa - Raúl de la Torre
- قطار افسارگسیخته - آندری کونچالوفسکی
- لباس شب (فیلم) - برتران بلیه
- The Fringe Dwellers - بروس برسفورد
- Thérèse - آلن کاوالیه

## برندگان

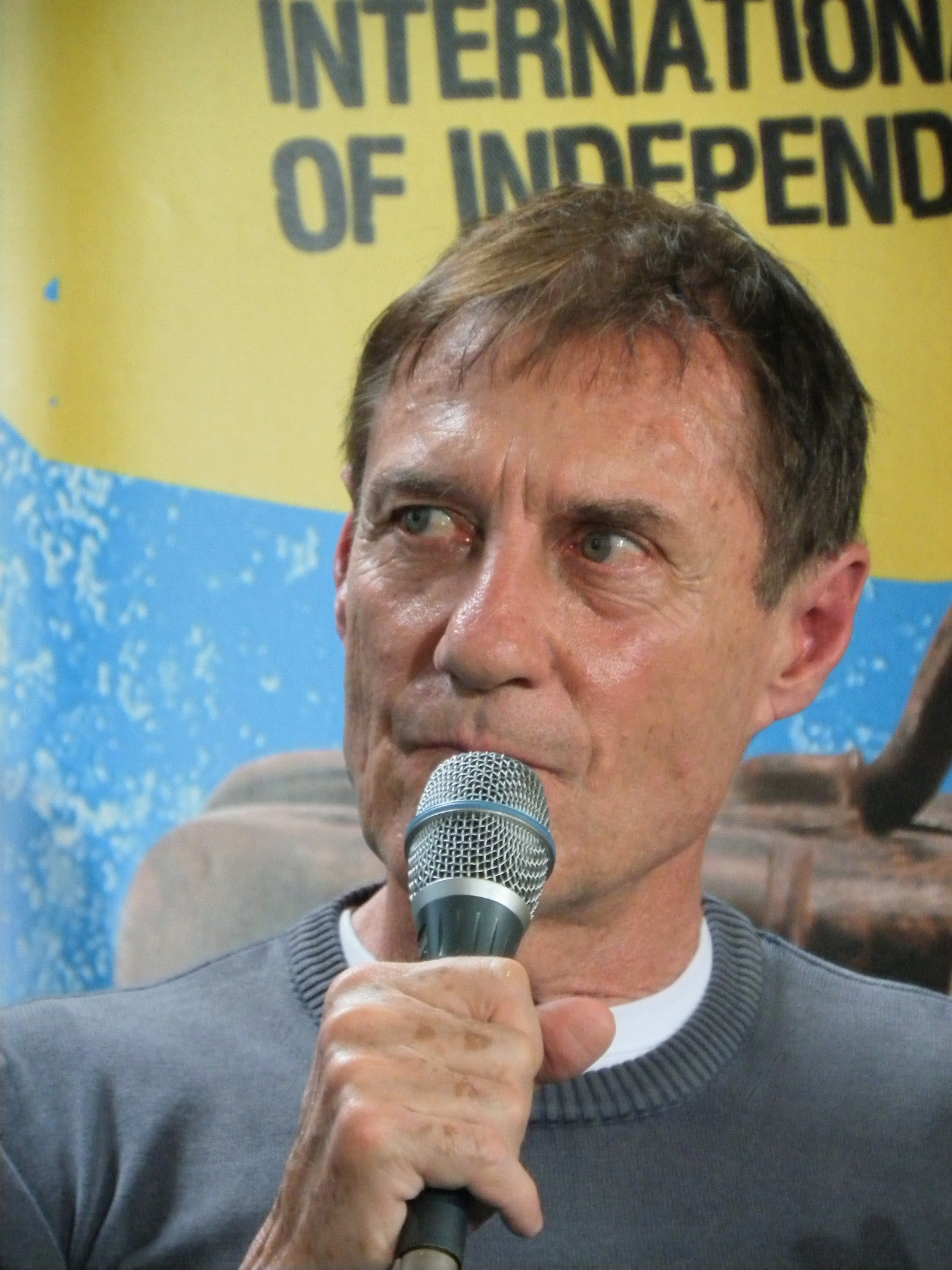
رولند جافه, برنده نخل طلا

- نخل طلا: ماموریت (فیلم) - رولند جافه
- جایزه بزرگ (جشنواره فیلم کن): قربانی (فیلم ۱۹۸۶) - آندری تارکوفسکی
- جایزه هیئت داوران جشنواره فیلم کن: Thérèse - آلن کاوالیه
- جایزه بهترین بازیگر مرد جشنواره فیلم کن:
  - باب هاسکینز برای مونا لیزا (فیلم)
  - میشل بلان برای لباس شب (فیلم)
- جایزه بهترین بازیگر زن جشنواره فیلم کن:
  - فرناندا تورس برای Eu Sei Que Vou Te Amar
  - باربارا سکووا برای رزا لوکزامبورگ (فیلم)
- جایزه بهترین کارگردان جشنواره فیلم کن: مارتین اسکورسیزی برای پس از ساعات اداری